# بوبي فلويد
بوبي فلويد (بالإنجليزية: Bobby Floyd)‏ هو لاعب كرة قاعدة أمريكي، ولد في 20 أكتوبر 1943 في هاوثورني في الولايات المتحدة.

## وصلات خارجية
- بوبي فلويد على موقع دوري كرة القاعدة الرئيسي (الإنجليزية)
- بوبي فلويد على موقعبيزبول رفرنس.كوم (الدوري الرئيسي) (الإنجليزية)
- بوبي فلويد على موقعبيزبول رفرنس.كوم (الدوري الثانوي) (الإنجليزية)
- بوبي فلويد على موقع جمعية أبحاث البيسبول الأمريكية (الإنجليزية)
- بوبي فلويد على موقع إي إس بي إن.كوم (أم.أل.بي) (الإنجليزية)